# Campeonato Mundial de Tiro con Arco al Aire Libre de 1938
El VIII Campeonato Mundial de Tiro con Arco al Aire Libre se celebró en Londres (Reino Unido) entre el 8 y el 13 de agosto de 1938 bajo la organización de la Federación Internacional de Tiro con Arco (FITA) y la Federación Británica de Tiro con Arco.

## Medallistas

### Masculino
| Evento                  | Oro                                                             | Plata                                                    | Bronce                                              |
| ----------------------- | --------------------------------------------------------------- | -------------------------------------------------------- | --------------------------------------------------- |
| Arco recurvo individual | František Hadaš Checoslovaquia                                  | Feliks Majewski · Polonia                                | C. J. Smith Reino Unido                             |
| Arco recurvo por equipo | František Hadaš Bedřich Doležal Jaroslav Leneček Checoslovaquia | Feliks Majewski · Wojszwiłło · Kazimierz Filip · Polonia | Roger Béday Gaston Questeman Pierre Felbacq Francia |

### Femenino
| Evento                  | Oro                                                             | Plata                                                   | Bronce                                                 |
| ----------------------- | --------------------------------------------------------------- | ------------------------------------------------------- | ------------------------------------------------------ |
| Arco recurvo individual | Nora Weston-Martyr Reino Unido                                  | Louise Nettleton Reino Unido                            | Janina Kurkowska · Polonia                             |
| Arco recurvo por equipo | Janina Kurkowska · Ludmiła Dubajowa · Irena Skorupska · Polonia | Louise Nettleton Lindner Nora Weston-Martyr Reino Unido | Lisa Heilborn · Julia Stranne · Tina Kjellson · Suecia |

## Medallero
| Núm. | País           | Oro | Plata | Bronce | Total |
| ---- | -------------- | --- | ----- | ------ | ----- |
| 1    | Checoslovaquia | 2   | 0     | 0      | 2     |
| 2    | Polonia        | 1   | 2     | 1      | 4     |
| 2    | Reino Unido    | 1   | 2     | 1      | 4     |
| 4    | Francia        | 0   | 0     | 1      | 1     |
| 4    | Suecia         | 0   | 0     | 1      | 1     |
|      | TOTAL          | 4   | 4     | 4      | 12    |